# Clã Hōjō tardio
O Clã Go-Hōjō (後北条氏, Go-Hōjō-shi) foi um dos mais poderosos clãs de samurais do Período Sengoku e manteve domínios primariamente na região de Kantō.
O clã começou quando Ise Shinkurō,  um alto oficial do xogunato,  começou a conquistar terras e obter poder no início do século XVI.
Seu filho queria um nome mais ilustre para a linhagem, e escolheu Hōjō, aludindo à linhagem de regentes do xogunato Kamakura, à qual sua esposa também pertencia. Ele então se tornou Hōjō Ujitsuna, e seu pai, Ise Shinkurō, foi postumamente renomeado como Hōjō Sōun.
Os Hōjō tardios, também conhecidos como Odawara Hōjō devido ao seu castelo em Odawara na província de Sagami, não eram parentes do clã Hōjō anterior portanto. Seu poder rivalizou com o Clã Tokugawa, entretanto Toyotomi Hideyoshi erradicou o poder dos Hōjō no Cerco de Odawara (1590), banindo Hōjō Ujinao e sua mulher Toku Hime (um filha de Tokugawa Ieyasu) para o Monte Kōya, onde Ujinao morreu em 1591.
Os chefes do clã Go-Hōjō foram:
- Hōjō Sōun (1432–1519)
- Hōjō Ujitsuna (1487–1541), filho de Sōun
- Hōjō Ujiyasu (1515–1571), filho de Ujitsuna
- Hōjō Ujimasa (1538–1590), filho de Ujiyasu
- Hōjō Ujinao (1562–1591), filho de Ujimasa